# Entre las piernas
Entre las piernas is een Spaanse film uit 1999, geregisseerd door Manuel Gómez Pereira.

## Verhaal
Miranda en Félix  zijn een getrouwd stel. Op het eerste gezicht lijken ze gelukkig en succesvol. Zij werkt als radiopresentator en hij als politieagent. Miranda kampt met een seksverslaving en tijdens het wandelen met haar hond, ontmoet ze in het geheim mannen. Om van haar verslaving af te komen besluit ze in therapie te gaan. Daar ontmoet ze Javier, die verslaafd is aan telefoonseks. Al gauw ontstaat er een seksuele spanning tussen de twee en beginnen ze een affaire. Het niet duurt niet lang voordat het uit de hand begint te lopen.

## Rolverdeling
| Acteur          | Personage |
| --------------- | --------- |
| Victoria Abril  | Miranda   |
| Javier Bardem   | Javier    |
| Carmelo Gómez   | Félix     |
| Juan Diego      | Jareño    |
| Sergi López     | Claudio   |
| Javier Albalá   | Juancar   |
| María Adánez    | Juani     |
| Carmen Balagué  | Begoña    |
| Manuel Manquiña | Manuel    |

## Ontvangst

### Recensies
Op Rotten Tomatoes geeft één recensent de film een positieve recensie en één recensent een negatieve recensie.